# Hélade (Tesalia)
Hélade (en griego, Ἑλλάδα) es el nombre de un lugar de la Antigua Grecia, de Tesalia, mencionado por Homero en el catálogo de las naves de la Ilíada como uno de los territorios acaudillados por Aquiles.
Estrabón menciona que había discusión entre quienes afirmaban que Hélade era el nombre de una región, que ocuparía el territorio situado entre Farsalo y Tebas de Ftiótide y quienes consideraban que Hélade era una ciudad. Entre los que consideraban que Hélade era una ciudad también había discrepancias, puesto que los farsalios la situaban en unas ruinas que había a sesenta estadios de Farsalo y donde había dos fuentes a sus lados que llamaban Meseida e Hiperea. Por su parte, los habitantes de Melitea enseñaban que en su ágora se encontraba la supuesta tumba de Helén, el hijo de Deucalión y Pirra, lo cual, según los meliteos, constituía una prueba de que los habitantes de Hélade, que ellos ubicaban a diez estadios, habían emigrado hasta Melitea.